# 喜鹊岛

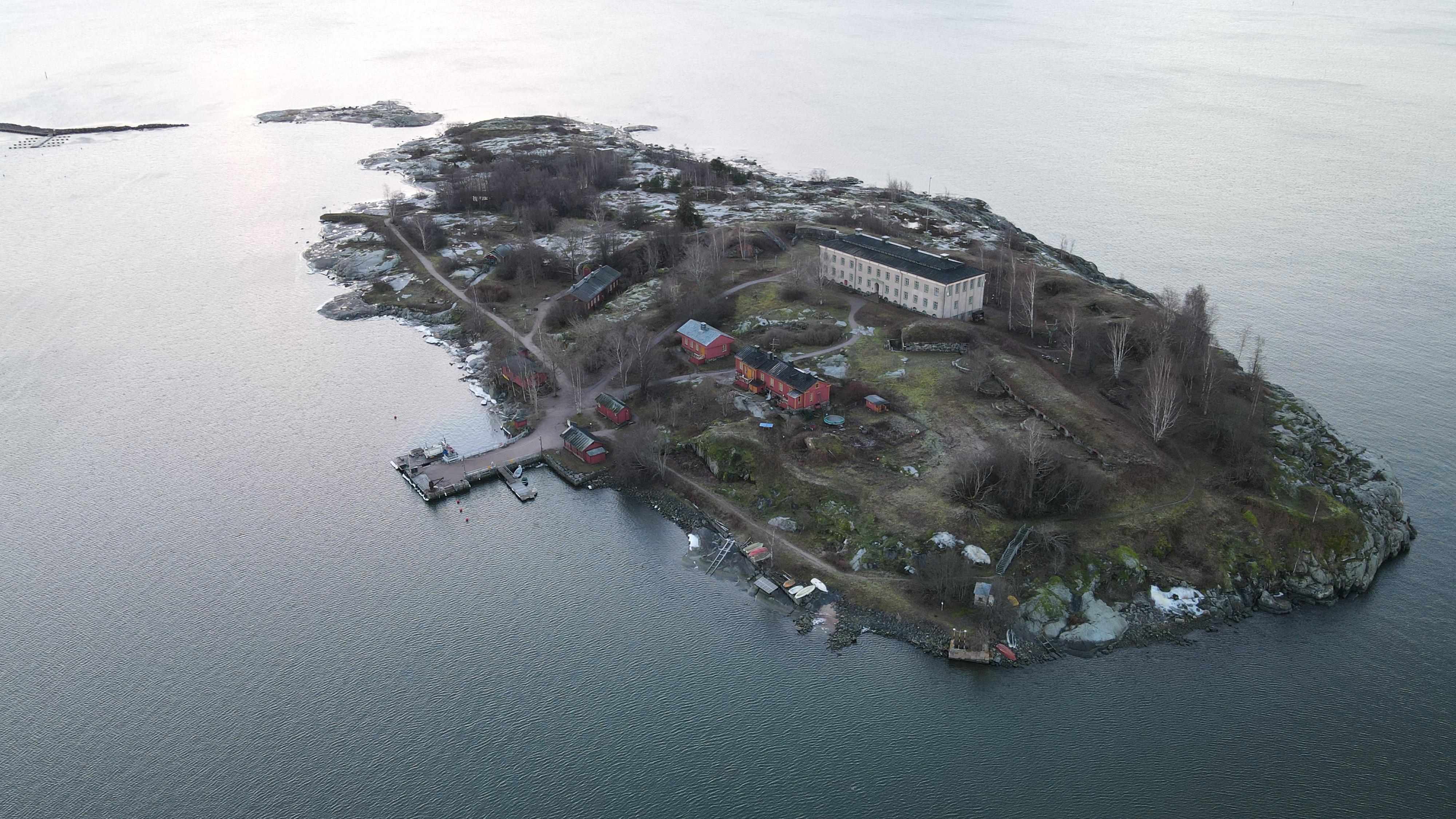
从空中眺望喜鹊岛

喜鹊岛（芬蘭語：Harakka），是芬兰赫尔辛基水井公园前方海面上的一个岛屿。长约500米，面积约8公顷，距离水井公园海岸约100米。从水井公园海岸可以通过接驳船前往喜鹊岛。
岛屿之所以取名为喜鹊岛，可能是因为岛上的某个地方跟喜鹊相像。
喜鹊岛以前由芬蘭國防軍管理。自1989年起对公众开放。国防军曾在岛上设置化学测试实验室，该建筑由奥伊瓦·卡利奥设计，在1928年建成。岛上还有由俄国人在1908年建成的军营，现今为赫尔辛基自然中心。另外岛上还有一些1800年代建成的木头房子。现在岛上有一个喜鹊岛艺术家协会。